# Cserháti Péter
Cserháti Péter, dr. (Pécs, 1963. június 3. –) magyar orvos,  korábbi kormánybiztos, az Országos Orvosi Rehabilitációs Intézet (OORI) 2020. április 12-én felmentett főigazgatója. Családjával Fóton él.

## Családja
Felesége  Szabó Izabella evangélikus lelkész. Négy gyermekük és egy unokájuk van.

## Életpályája
1988-ban kezdte orvosi karrierjét. A szakképesítés után a combnyaktörést kutatva dolgozott Lundban és Hannoverben. 2005-ben e témából védte meg PhD-értekezését. Mint hívő evangélikust, két alkalommal választották meg a zsinat tagjává.
Cserháti Péter a második Orbán-kormány megalakulása, 2010 óta látott el különféle feladatokat az államigazgatásban. Kezdetben Szócska Miklós mellett volt helyettes államtitkár. 2013-ban nevezték ki miniszteri biztossá. Ugyanebben az évben kapott megbízást az Országos Orvosi Rehabilitációs Intézet főigazgatói állására is. 2014 júliusában miniszteri biztosi megbízását 6 hónappal meghosszabbították.
Cserháti Péter 2014 decemberében a rehabilitációs szakellátás fejlesztéséért felelős miniszteri biztosi kinevezést kapott. A budapesti ellátás átszervezésével első ízben 2016 januárjától bízták meg hat hónapra, félévente meghosszabbítva azt.
2017-ben némi meglepetést okozott, hogy bár az Egészséges Budapest Program (EBP) felügyelete hozzá tartozott, Orbán Viktor miniszterelnök a Dél-Budán épülő centrumkórház (DBC) kivitelezésének koordinációjával nem őt, hanem Bedros J. Róbertet, a budapesti Szent Imre Kórház vezetőjét bízta meg. A negyedik Orbán-kormány megalakulása után, 2018. szeptembertől az Állami Egészségügyi Ellátó Központ szakértőjeként foglalkozott az EBP-vel. Cserháti a miniszteri biztosi posztját csak két hónap elteltével kapta vissza; fél éves kinevezése 2019. április 30-án járt le. 2019 októberében rektori biztossá nevezték ki, amikor önálló rehabilitációs tanszék jött létre a Semmelweis Egyetemen.
2020 áprilisában Kásler Miklós, az emberi erőforrások minisztere megszüntette Cserháti Péter főigazgatói megbízatását. A minisztérium erről kiadott közleményében a döntést így indokolta: „Az Országos Orvosi Rehabilitációs Intézetnek április 15-re biztosítania kellett volna az új koronavírussal megfertőződött betegek számára több mint kétszáz ágyat, ebből április 10-én még egyetlen ágy sem volt erre a célra az OORI-ben, és április 16-ra az előírt tizedét sem ígérte a főigazgató az utasításban szereplő ágyszámmal szemben. Az intézetben ellátott rehabilitációs betegek áthelyezéséről nem gondoskodott. Mindez ellentétes az ágazati elvárással és a kórháznak adott feladatszabással. A megfelelő felkészülést nem végezte el a főigazgató, komolyan veszélyeztetve ezzel a járvány elleni sikeres védekezést és betegellátást. Az operatív törzs az Emmi miniszterének javaslatára ütemezetten, minden hétre előre meghatározta a magyarországi egészségügyi intézetek, kórházak feladatait, többek között azt is, hogy hány betegágyat, hány intenzív ágyat kell biztosítani az adott intézményben a koronavírussal fertőzött betegek izolálására, ellátására, lélegeztetésére. Aki a komplex intézkedési terv ütemezett utasításait nem hajtja végre, az a betegek biztonságát, az életükért való küzdelem eredményességét veszélyezteti.””
A döntés komoly felháborodást váltott ki, egyebek mellett azért is, mert a miniszter döntését megindokló közleményben szereplő állítások egy része csúsztatás volt. Az intézkedés sürgősségét sem indokolta a járványügyi helyzet. 

## Tudományos fokozata
- PhD (2005)[10]

## Díjai, elismerései
- Prónay Sándor-díj (2013)
- A Magyar Érdemrend parancsnoki keresztje polgári tagozat (2023)[11]